# Агано

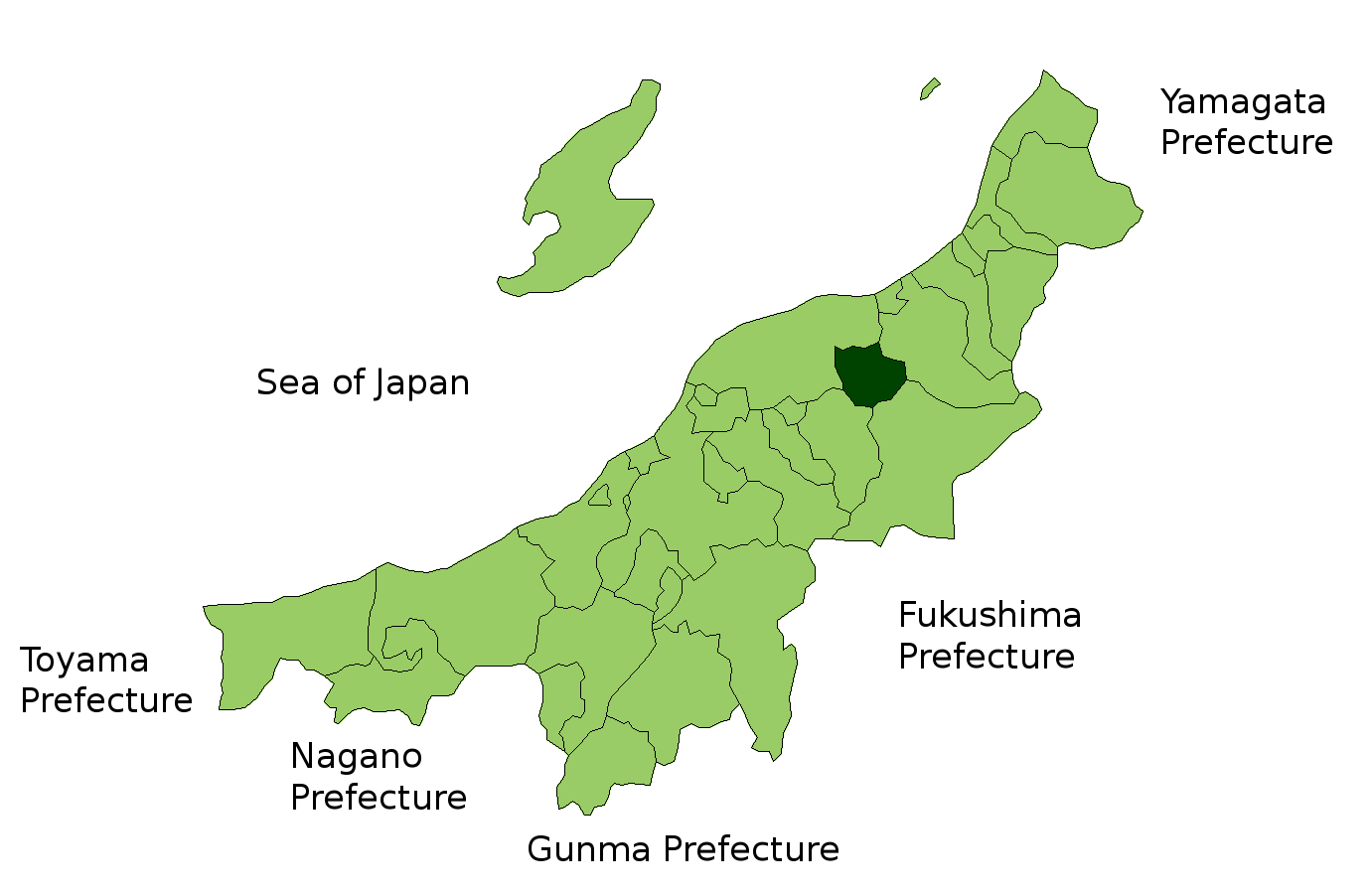
Агано на карте префектуры Ниигата

Агано (яп. 阿賀野市 Агано-си) — город в Японии, расположенный в северо-восточной части префектуры Ниигата. Основан 1 апреля 2004 года в результате слияния посёлков Ясуда, Суйбара и сёл Кёгасэ и Сасаками уезда Китакамбара. Площадь города составляет 192,72 км², население — 43 893 человека (1 августа 2014), плотность населения — 227,76 чел./км².

## География
Через западную часть города протекает река Агано, в честь которой он назван. Наивысшая точка — гора Годзу, 912 метров. Примерно треть Агано занимают горы и леса, и чуть больше трети относится к сельскохозяйственным угодьям. Город граничит с районами Ниигаты Кита-ку, Конан-ку и Акиха-ку, городами Сибата и Госэн, а также посёлками Ага и Тагами.

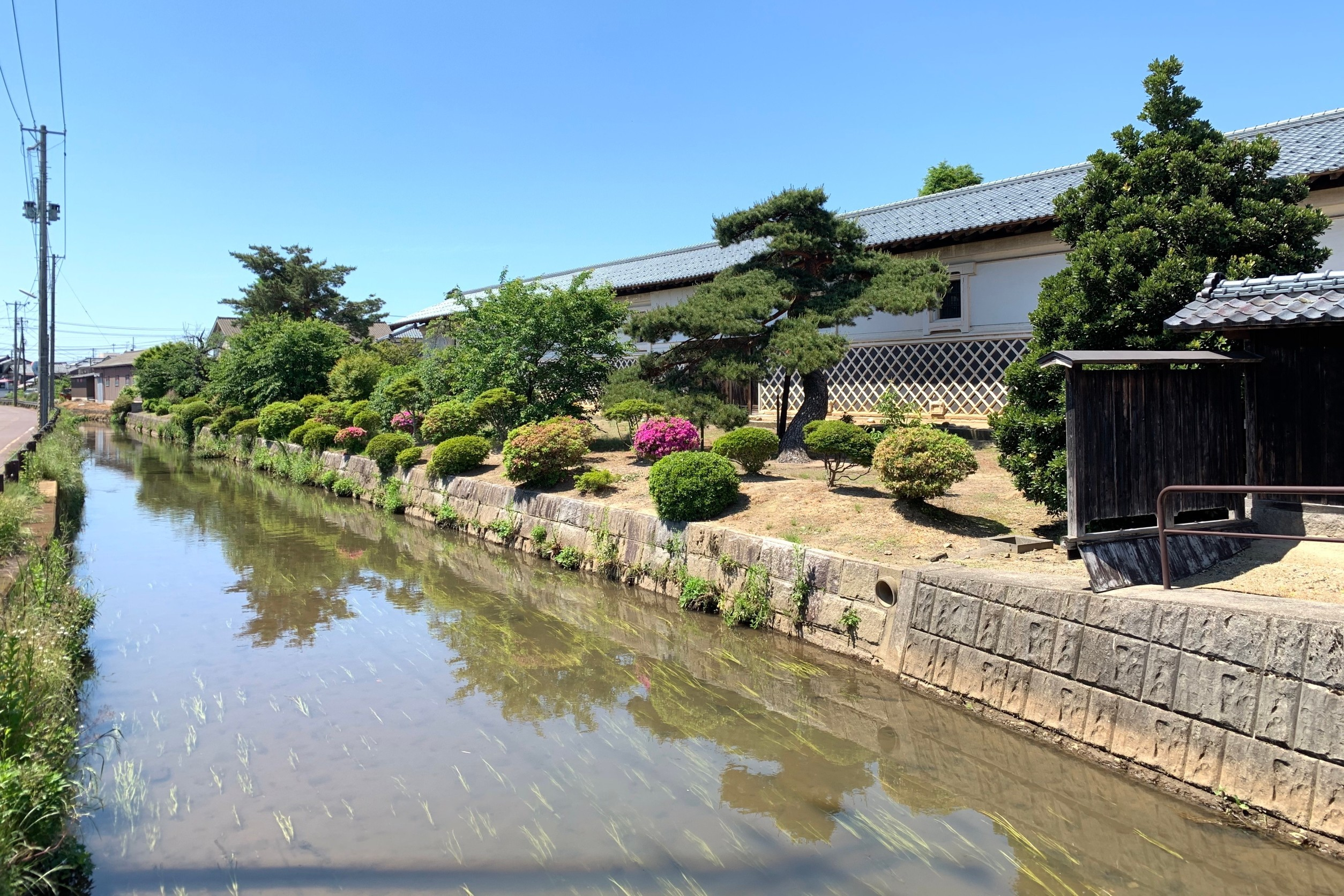

### Климат
Агано имеет влажный субтропический климат с тёплым влажным летом и холодной зимой с сильными снегопадами.

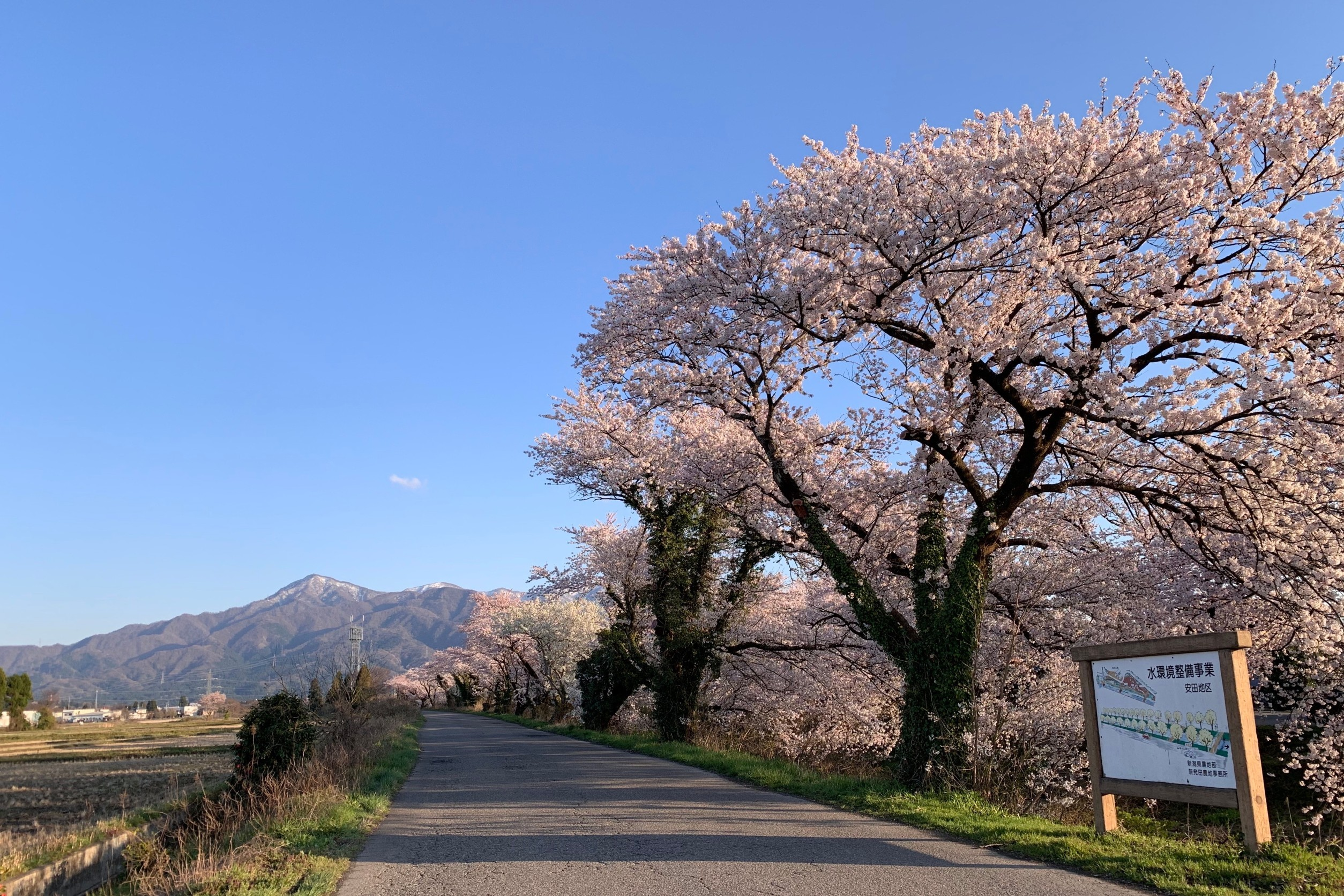
Цветение сакуры в Ясуде

## Демография
На момент 1 октября 2020 года в Агано было 40,696 человек.. 

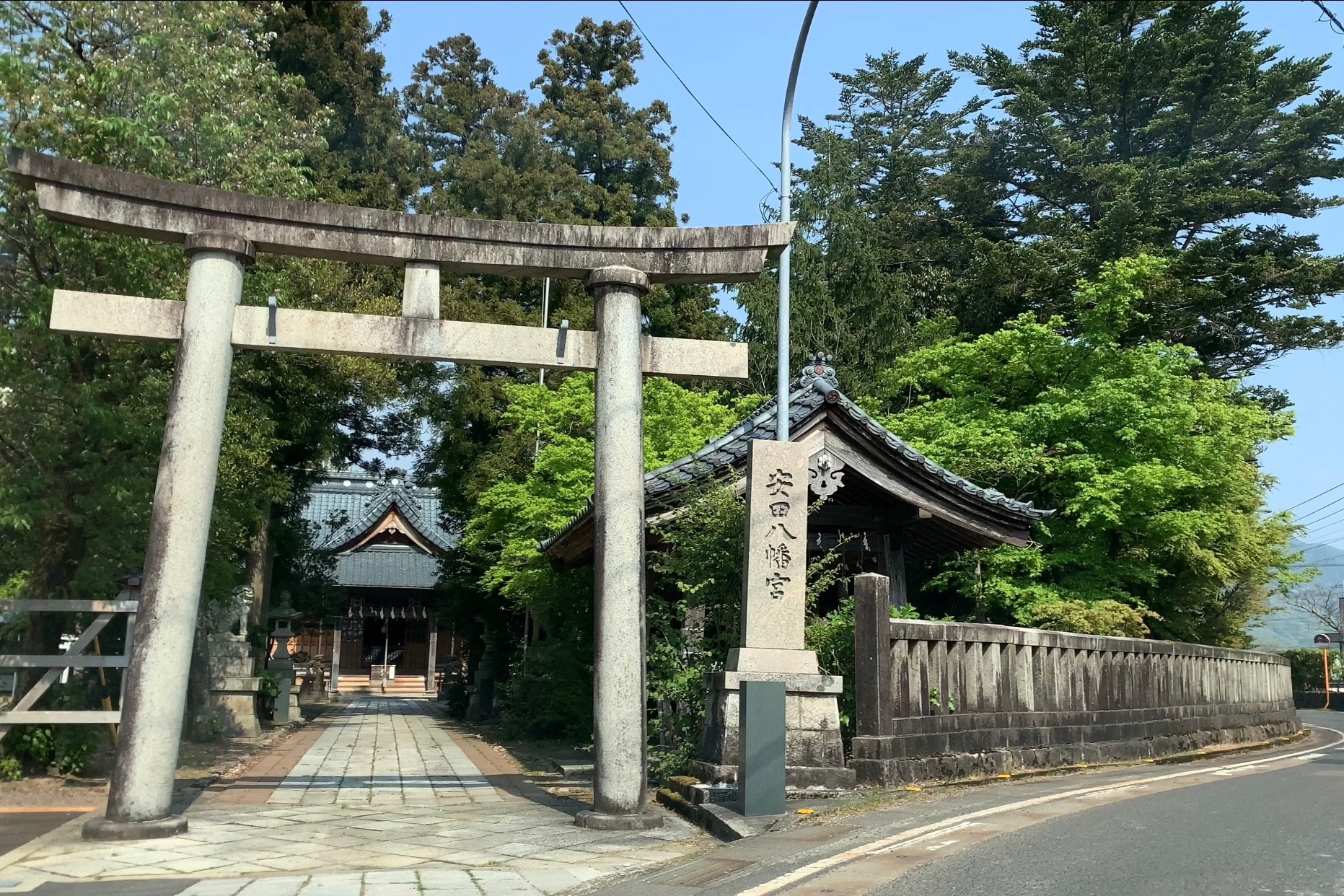
Храм в районе Ясуда

Изменение численности населения с 1980 по 2005 годы:
| 1980 | 47 490 чел. |  |
| 1985 | 48 332 чел. |  |
| 1990 | 48 465 чел. |  |
| 1995 | 48 828 чел. |  |
| 2000 | 48 456 чел. |  |
| 2005 | 47 043 чел. |  |

## История
Территория современного Агано входила в историческую провинцию Этиго. В период Эдо регион был разделён между княжеством Сибата, княжеством Мураками и самим сёгунатом Токугава. Во время реставрации Мэйдзи, 1 апреля 1889 года, здесь были созданы деревни Ясуда, Кёгасэ и Сасаками, а также посёлок Суйбара. В 1960 Ясуда стала посёлком. 1 апреля 2004 года деревни и посёлки были объединены в город Агано.

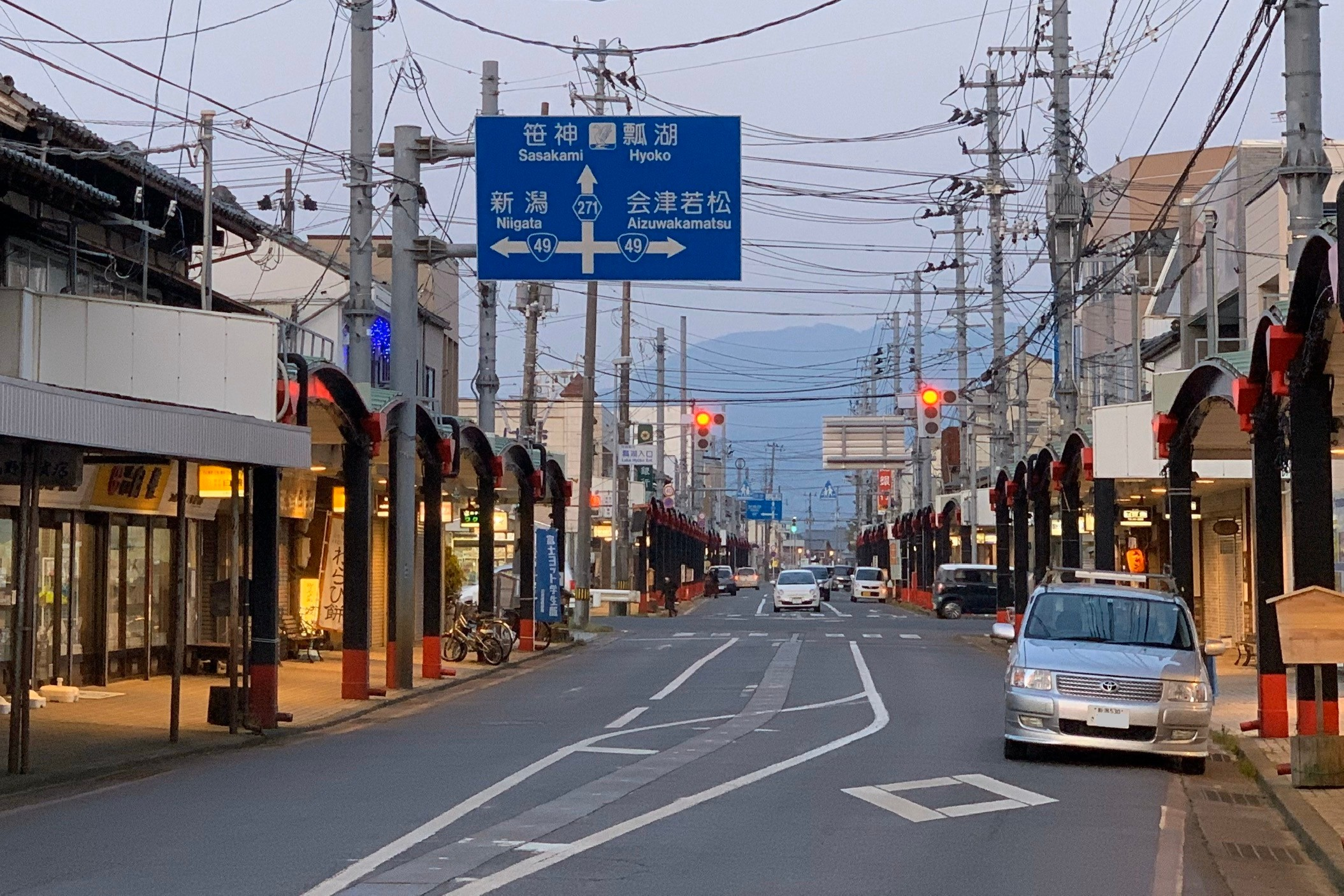
Суйбара

## Образование
В Агано есть 11 начальных, 4 средние и одна старшая школа.

## Известные личности
- Миура, Бундзи – художник.
- Сайто, Эйсиро – бизнесмен.
- Сэкигути, Кадзуюки –  музыкант.
- Сэйно, Томоаки – бывший футболист.

## Туризм
- Озеро Хёко (яп. 瓢湖 Hyō-ko) (Рамсарская конвенция)
- Гора Годзу (яп. 五頭山 Gozu-san)
- площадь онсэнов Годзу  (яп. 五頭温泉郷 Gozu onsen gō)
- онсэн Дэю (яп. 出湯温泉)
- онсэн Мурасуги (яп. 村杉温泉)
- онсэн Имая (яп. 今板温泉)
- развлекательный парк Suntopia World  (яп. サントピアワールド)

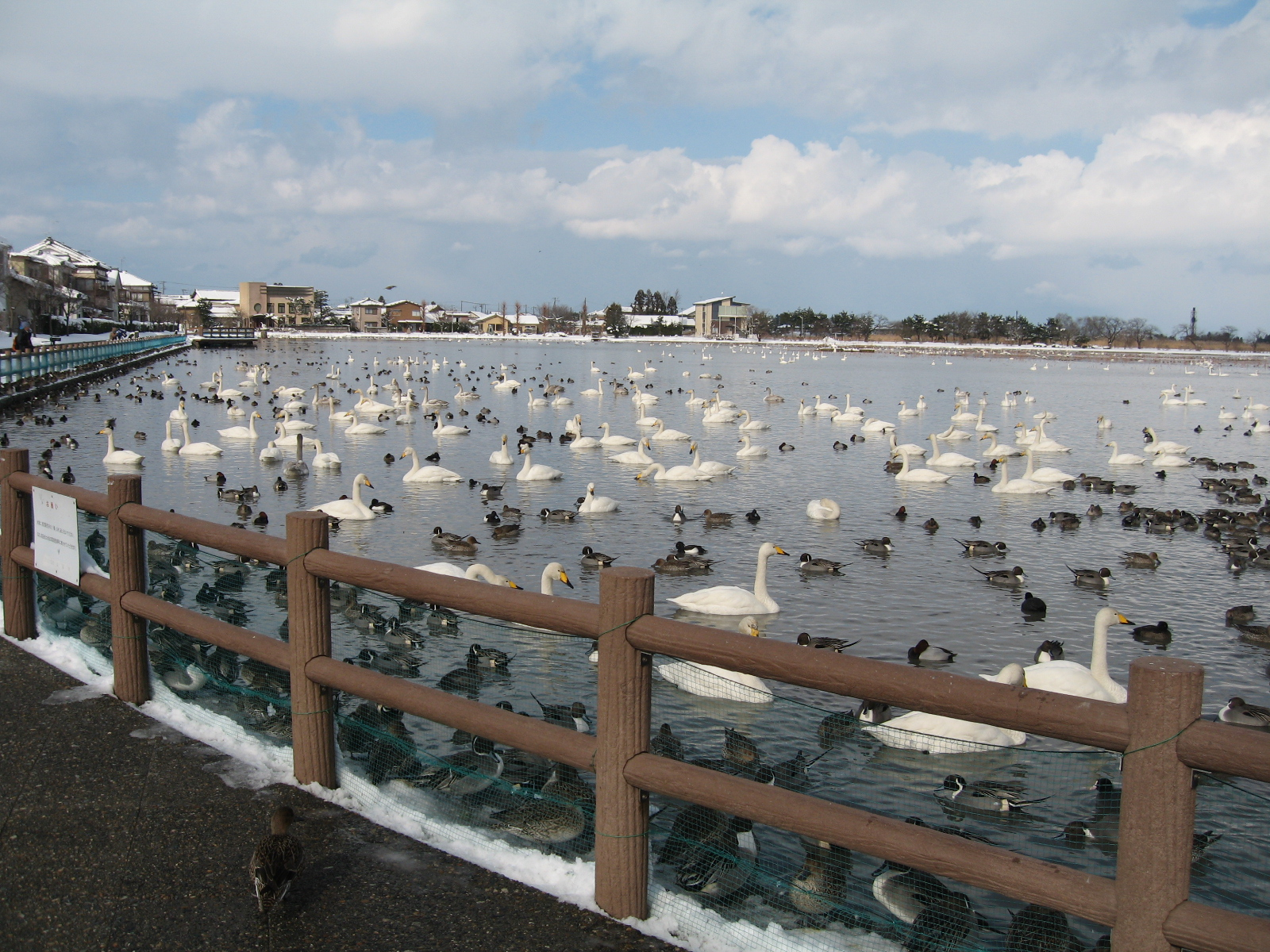
Лебеди в озере Хёко

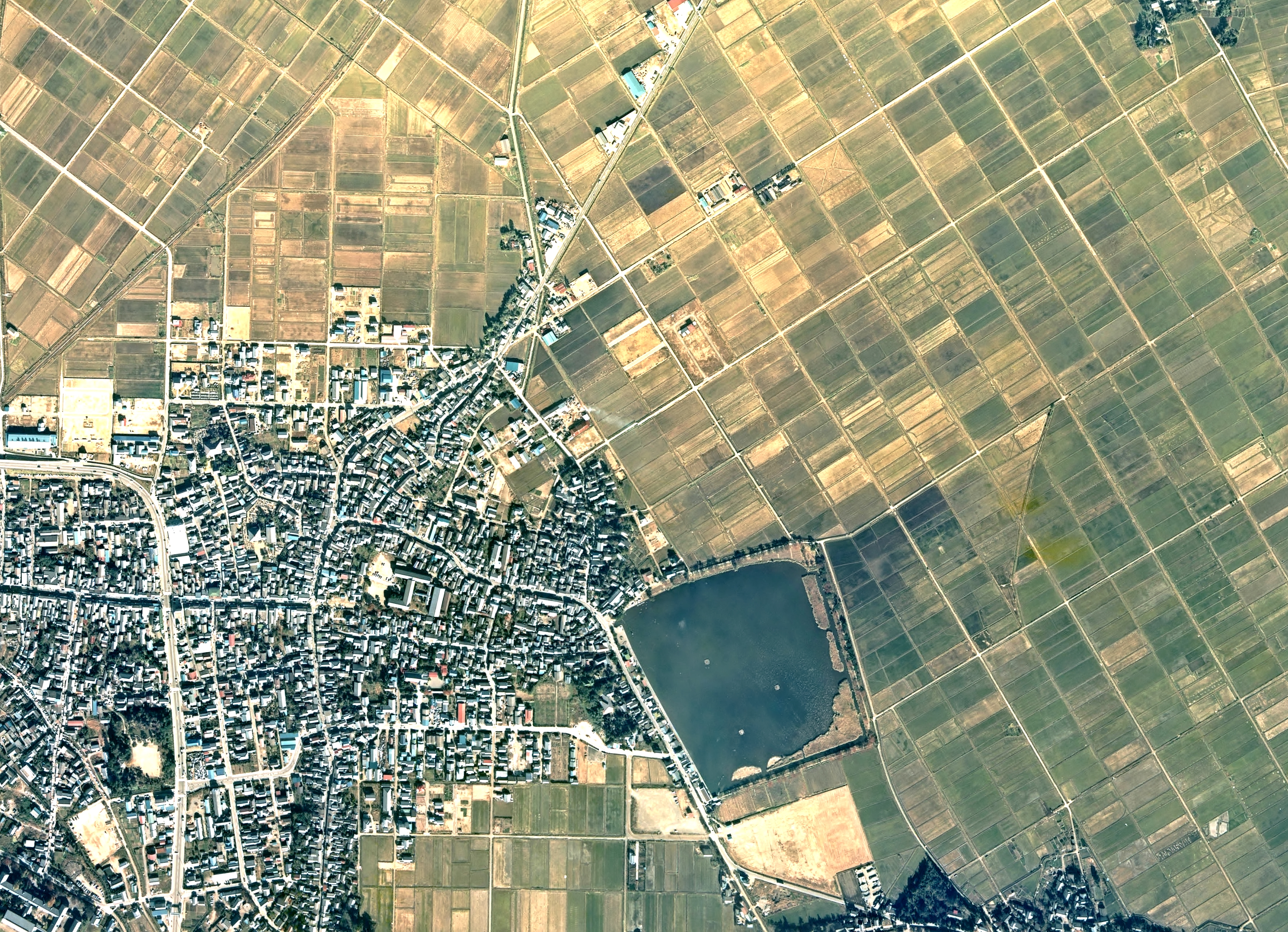
Озеро Хёко с высоты, 1975 год

## Транспортное сообщение

### Дороги

#### Автомагистрали
- Автомагистраль Банэцу (яп. 磐越自動車道 Ban'etsu Jidōsha-dō)
- развязка Ясуда (яп. 安田インターチェンジ)

#### Национальные маршруты
- Японский национальный маршрут 49 (яп. 国道49号線 Kokudō 49 gōsen)
- Японский национальный маршрут 290 (яп. 国道290号線 Kokudō 290 gōsen)
- Японский национальный маршрут 459 (яп. 国道459号線 Kokudō 459 gōsen)
- Японский национальный маршрут 460 (яп. 国道460号線 Kokudō 460 gōsen)

### Железная дорога
- Главная линия Уэцу (яп. 羽越本線 Uetsu-hon-sen), East Japan Railway Company

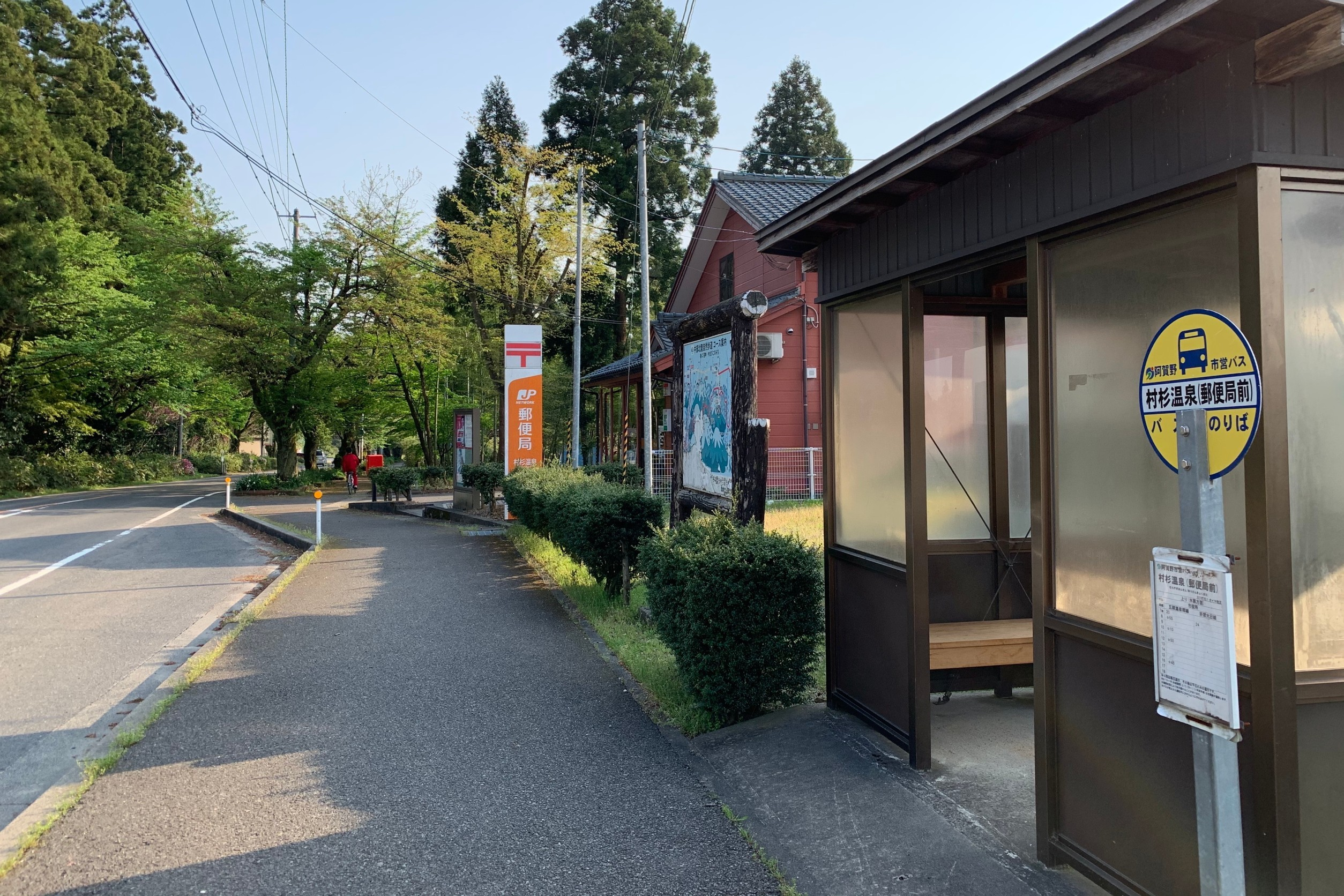
Автобусная остановка в Агано

- Станция Кёгасэ (яп. 京ヶ瀬駅 Kyōgase eki)
- Станция Суйбара (яп. 水原駅 Suibara eki)
- Станция Камияма (яп. 神山駅 Kamiyama eki)